# Burg Riedheim
Die Burg Riedheim, auch Burgstall genannt, ist eine mittelalterliche Burg am östlichen Rand von Riedheim Ecke Burgstraße/Turmstraße in der Gemeinde Hilzingen im Landkreis Konstanz in Baden-Württemberg.

## Geschichte
Die Ortsburg wurde im 13. bis 14. Jahrhundert erbaut und war im Besitz der Herren von Randegg. Die Burg wurde angeblich im Schweizer Krieg beschädigt und um 1500 wurde vermutlich der Wohnturm aufgestockt sowie das Hofportal ausgebaut. 1518 war die Burg im Besitz des Hans von Schellenberg und 1609 im Besitz von Konrad Vintler von Plätsch. 1601 ging der Besitz an Erzherzog Leopold von Österreich und 1735 durch Verkauf an das Kloster Petershausen. 1803 gelangte die Burg an die Markgrafen von Baden und wurde 1841 an die Gemeinde Riedheim verkauft.
Nachdem am 20. Mai 1951 das Turmdach eingestürzt und der Obergiebel abgebrochen war, wurde 1957 das Dachgeschoss wiederhergestellt. 1976 bis 1978 wurde die Burg restauriert.

## Beschreibung

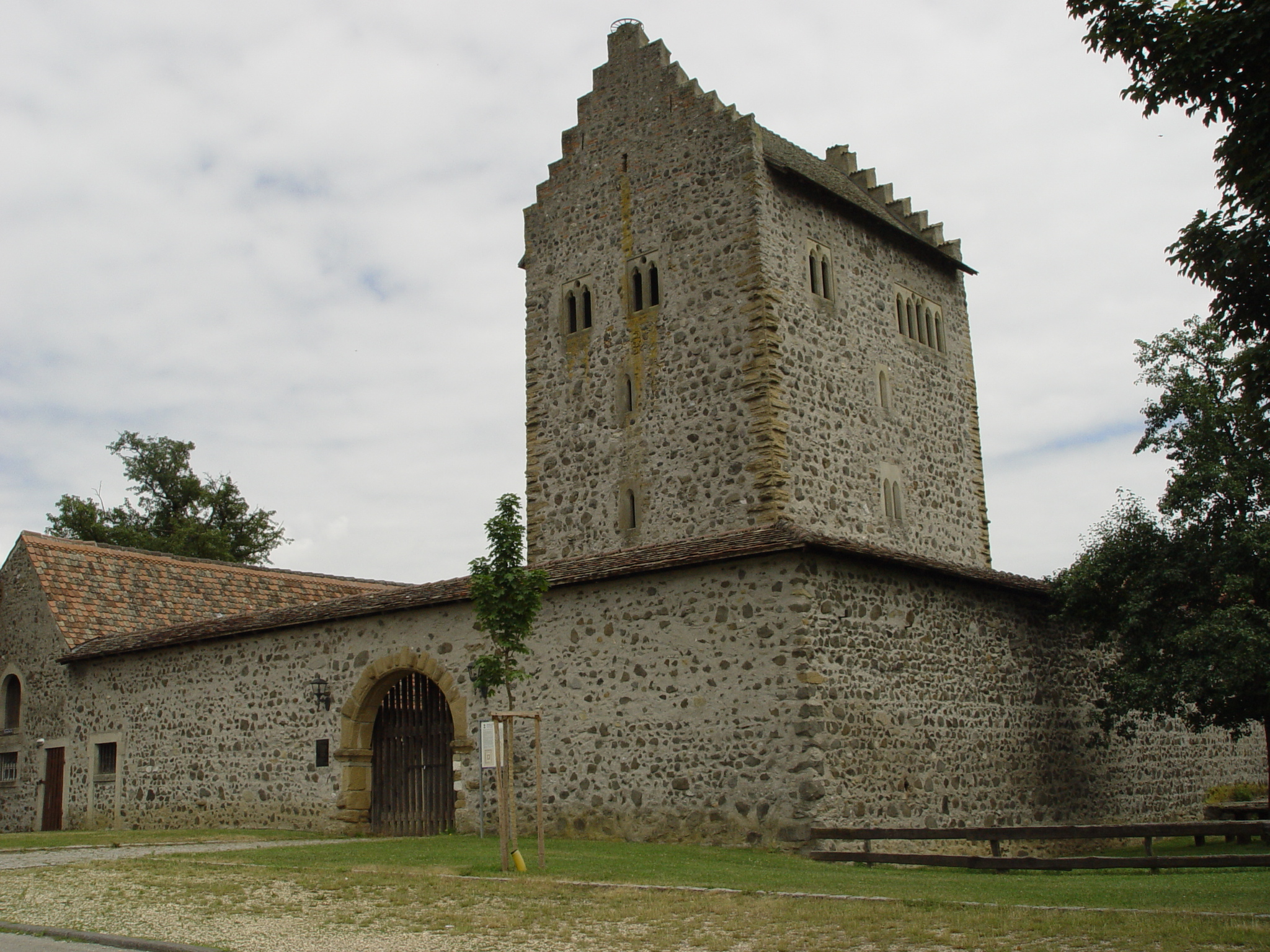
Burg

Die rechteckige Burganlage umfasst einen Bering von etwa 38 × 27 Meter mit einem rechteckigen Wohnturm in der Mitte mit spätgotischen Stufengiebeln. Der viergeschossige Wohnturm auf einer Grundfläche von 12,35 × 8,70 Meter hat eine Höhe von 27 Meter mit dem Hocheingang in viereinhalb Meter Höhe. Die Mauerstärke des Turms zeigt am Erdgeschoss eine Stärke von anderthalb und ab drei Meter Höhne eine Stärke von einem Meter.
Die Ringmauer hat eine Stärke von ungefähr 1,2 Meter, an deren Innenseite Schuppen angebaut sind. Der rundbogige Eingang (um 1550) befindet sich an der Westseite. Umgeben war die Burg von einem Burggraben und vermutlich einem Wall. Die Burg ist nur von außen zu besichtigen.